# 龍騎士4
《龍騎士4》是日本élf公司在1994年2月25日發售的戰略角色扮演類型的成人遊戲，後來陸續移植到超級任天堂、PlayStation等平台，2007年6月29日發售重製版。除了遊戲外也還發售OVA、漫畫、小說等相關作品。

## OVA
OVA是由DANGUN PICTURES製作的成人動畫作品，於1998年到1999年發售共4卷。

### 主題曲
「ETERNAL」
作詞：松本花奈，作曲、編曲：タダミツヒロ，歌：浅田葉子

### 各話列表
| 集數 | 標題     | VHS發售日      | DVD發售日     |
| ---- | -------- | -------------- | ------------- |
| MAP1 | RETURN   | 1998年11月27日 | 2000年2月4日  |
| MAP2 | PRINCESS | 1999年3月26日  | 2000年2月4日  |
| MAP3 | DESTINY  | 1999年5月21日  | 2000年3月10日 |
| MAP4 | ETERNAL  | 1999年8月27日  | 2000年3月10日 |

### 製作人員
- 原作：蛭田昌人、élf[7]
- 導演：又野弘道
- 劇本：たかのあきら
- 角色設計：島崎克實、桑原周枝（MAP3、4）
- 作畫監督：島崎克實、桑原周枝（MAP3、4）
- 美術監督：行信三
- 色彩設定：鈴木るみ子
- 特殊効果：中島正之
- 撮影監督：齊藤秋男
- 編輯：伊藤勇喜子
- 音響監督：高橋秀雄
- 音響制作：KSS
- 音樂：山本はるきち
- 製作人：望月雄太郎、雨城光一
- 動畫制作：DANGUN PICTURES
- 製作：Pink Pineapple

## 書籍

### 漫畫
冨樫擔任作畫，於《月刊Comic電擊大王》，單行本由MediaWorks發售共3冊。
| 集數     | 發售日         | ISBN               |
| -------- | -------------- | ------------------ |
| Chapter1 | 1997年3月2日   | ISBN 4-07-305828-2 |
| Chapter2 | 1998年7月25日  | ISBN 4-07-309298-7 |
| Chapter3 | 1999年10月25日 | ISBN 4-8402-1344-5 |

### 小說
馬里邑れい負責寫作，珠梨やすゆき負責繪製插畫，由WANI BOOKS發售共3冊。
| 集數 | 副標題 | 出版日        | ISBN               |
| ---- | ------ | ------------- | ------------------ |
| 1    | 不適用 | 1994年9月25日 | ISBN 4-8470-3114-8 |
| 2    |        | 1995年6月10日 | ISBN 4-8470-3134-2 |
| 3    |        | 1995年7月25日 | ISBN 4-8470-3151-2 |

神樂陽子擔任寫作，竹井正樹擔任插畫，由KILL TIME COMMUNICATION發售共2冊。
| 集數 | 副標題 | 出版日         | ISBN                   |
| ---- | ------ | -------------- | ---------------------- |
| 1    |        | 2007年12月10日 | ISBN 978-4-86032-493-3 |
| 2    |        | 2008年4月7日   | ISBN 978-4-86032-555-8 |

### 攻略本
辰巳出版於1994年9月10日出版（ISBN 9784886412034）。

辰巳出版於1997年7月1日出版（ISBN 4-88641-199-1）。

辰巳出版於1997年7月5日出版（ISBN 4-88641-198-3）。

## 外部連結
- elf（日語）